# Степанки (Жмеринський район)
Степа́нки — село в Україні, у Барській міській громаді Жмеринського району Вінницької області.

## Історія
Розташоване за 7 км від села Мальчівці, за 18 км від центру територіальної громади, за 1,5 км від зупинного пункту Степанки.
Кількість дворів — 258.
День села — 21 вересня.
Налагоджено перевезення дітей до школи у найближче село — Мальчівці.
Під час голодомору 1932—1933 років, проведеного радянською владою, загинуло 10 осіб.
12 червня 2020 року, відповідно до Розпорядження Кабінету Міністрів України № 707-р «Про визначення адміністративних центрів та затвердження територій територіальних громад Вінницької області», увійшло до складу Барської міської громади.
19 липня 2020 року, в результаті адміністративно-територіальної реформи та ліквідації Барського району, село увійшло до складу Жмеринського району.

## Пам'ятки
- Пам'ятник 99 воїнам-односельцям, загиблим на фронтах Другої світової війни[4], споруджений 1969 року. Пам'ятка розташована біля магазину.

## Відомі особистості
У селі народилися:
- Гемега Віталій Анатолійович (1994) — український футболіст.
- Лютнянський Мирослав Русланович (1994) — український футболіст.